# Hastings Bwalya
Hastings Bwalya (* 25. August 1985 in Lusaka) ist ein sambischer Boxer, der in der Gewichtsklasse bis 64 Kilogramm (Halbweltergewicht) kämpft. Er gewann 2007 die Goldmedaille bei den Afrikaspielen in Algier und vertrat sein Land 2008 bei den Olympischen Sommerspielen in Peking.
Bei den Commonwealth-Spielen 2006 wurde Bwalya bereits in der ersten Runde geschlagen, woraufhin er in eine höhere Gewichtsklasse wechselte.
Afrikaspiele 2007
| Runde         | Datum         | Gewicht | Name            | Land   | Name                     | Land      | Ergebnis           |
| ------------- | ------------- | ------- | --------------- | ------ | ------------------------ | --------- | ------------------ |
| Vorrunde      | 12. Juli 2007 | 64 kg   | Hastings Bwalya | Sambia | Mamadou Keita Cire       | Guinea    | 21 : 1             |
| Vorrunde      | 16. Juli 2007 | 64 kg   | Hastings Bwalya | Sambia | Wube Shemelis            | Äthiopien | techn. KO 2. Runde |
| Viertelfinale | 18. Juli 2007 | 64 kg   | Hastings Bwalya | Sambia | Abdou Kader Sow          | Senegal   | 21 : 7             |
| Halbfinale    | 19. Juli 2007 | 64 kg   | Hastings Bwalya | Sambia | Abderrahmane Salah Araby | Ägypten   | 27 : 7             |
| Finale        | 20. Juli 2007 | 64 kg   | Hastings Bwalya | Sambia | Herbert Nkabiti          | Botswana  | 23 : 9             |

Afrikanische Olympiaqualifikation Algier/Algerien, 21.–31. Januar 2008
| Runde            | Datum           | Gewicht | Name            | Land    | Name              | Land     | Ergebnis |
| ---------------- | --------------- | ------- | --------------- | ------- | ----------------- | -------- | -------- |
| Viertelfinale    | 26. Januar 2008 | 64 kg   | Hastings Bwalya | Sambia  | Rachid Tariket    | Algerien | 16 : 2   |
| Halbfinale       | 28. Januar 2008 | 64 kg   | Driss Moussaid  | Marokko | Hastings Bwalya   | Sambia   | 22 : 21  |
| Kampf um Platz 3 | 29. Januar 2008 | 64 kg   | Hastings Bwalya | Sambia  | Abdelrahman Salah | Ägypten  | 21 : 3   |

Olympische Sommerspiele in Peking
| Runde    | Datum           | Gewicht | Name                    | Land     | Name            | Land   | Ergebnis |
| -------- | --------------- | ------- | ----------------------- | -------- | --------------- | ------ | -------- |
| Vorrunde | 10. August 2008 | 64 kg   | Uranchimeg Munkh-Erdene | Mongolei | Hastings Bwalya | Sambia | 12 : 8   |